# Yeoncheon
Quận Yeoncheon (Hán-Việt: Liên Xuyên) là một quận ở đạo (tỉnh) Gyeonggi, Hàn Quốc. Quận này có diện tích 695,23 km², dân số năm 2019 là 43.824 người. Quận lỵ là ấp Yeoncheon và nằm bên tuyến đường ray Korail nối Seoul, Hàn Quốc với Bắc Triều Tiên.

## Thành phố kết nghĩa
- Trâu Thành, Trung Quốc
- Shibata, Nhật Bản
- Imus, Philippines
- Palmdale, California, Hoa Kỳ